# ستینا، آراگن
ستینا، آراگن (به اسپانیایی: Cetina) یک دهستان در اسپانیا است که در استان ساراگوسا واقع شده‌است. ستینا ۷۸٫۷۶ کیلومتر مربع مساحت و ۶۸۷ نفر جمعیت دارد و ۶۶۶ متر بالاتر از سطح دریا واقع شده‌است.